# Manoël Dall'igna
Manoël Dall'igna (12 de março de 1985) é um jogador de rugby sevens francês.

## Carreira
Manoël Dall'igna integrou o elenco da Seleção Francesa de Rugbi de Sevens, na Rio 2016, que foi 7º colocada.